# Eric Edgar Cooke
Eric Edgar Cooke (25 de febrero de 1931 - 26 de octubre de 1964), apodado El llamador nocturno y más tarde Monstruo de Nedlands, fue un asesino en serie australiano que aterrorizó la ciudad de Perth, Australia Occidental, desde septiembre de 1958 hasta agosto de 1963. Cooke cometió al menos 20 crímenes violentos, ocho de los cuales resultaron en muertes.

## Primeros años
Eric Edgar Cooke nació el 25 de febrero de 1931 en Victoria Park, un suburbio de Perth, Australia Occidental, y era el mayor de tres hermanos. Nació en una familia infeliz y violenta; sus padres se casaron únicamente porque su madre, Christine Edgar, estaba embarazada de él. Su padre alcohólico, Vivian Cooke, golpeaba al niño con frecuencia, especialmente cuando el niño intentaba proteger a su madre. Christine dormía en la sala de profesores de su trabajo en el Hotel Como para evitar volver a casa y ser golpeada por Vivian.
Cooke nació con labio leporino y paladar hendido, por lo que tuvo una operación quirúrgica cuando tenía tres meses y otra cuando tenía 3 1⁄2. Las operaciones no fueron totalmente exitosas y lo dejaron con una leve deformidad facial y problemas del habla. Estas discapacidades lo convirtieron en blanco de acoso escolar. El maltrato constante hizo que Cooke se sintiera avergonzado y tímido, y posteriormente se volvió emocionalmente inestable.
Aunque era muy bueno en materias que requerían memoria retentiva y destreza manual, Cooke fue expulsado de la Escuela Estatal de Subiaco por robar dinero del bolso de un maestro a la edad de seis años. Una vez que lo trasladaron a la escuela infantil de Newcastle Street, volvió a ser blanco de acoso. Continuó siendo intimidado en todas las escuelas a las que asistió, incluidas la escuela primaria Highgate, la escuela primaria Forrest Street y la escuela técnica junior de Newcastle Street.
Cooke también fue internado en orfanatos u hogares de acogida en ocasiones. Al igual que su madre, se escondía debajo de la casa o deambulaba por las calles vecinas sólo para escapar de una noche de violencia de su padre. Fue hospitalizado con frecuencia por lesiones en la cabeza y se sospechaba de daño cerebral debido a su propensión a sufrir accidentes. Posteriormente se cuestionó si estos 'accidentes' se debían a tendencias suicidas reprimidas. Cooke también tenía dolores de cabeza recurrentes y una vez fue admitido en un asilo. Sus apagones reportados cesaron más tarde después de una operación en 1949.
Cooke dejó la escuela a los 14 años para trabajar como repartidor en Central Provision Stores para poder mantener a la familia. Le daría su salario semanal a su madre, quien no podía mantener plenamente a la familia con el dinero que ganaba cocinando y limpiando. Muchos de los trabajos de Cooke lo llevaron al hospital debido a su propensión a sufrir accidentes. En un trabajo en la fábrica de Harris, Scare y Sandover, fue hospitalizado tras ser golpeado en la nariz por un cabrestante. A los 16 años trabajó como martillo en la sección de herrería del taller de Midland Junction, donde siempre firmaba en su bolsa de almuerzo "Al Capone". En el mismo trabajo sufrió quemaduras de segundo grado en la cara a causa del vapor, se lastimó la mano derecha y se lastimó el pulgar izquierdo.

## Crímenes tempranos
A partir de los 17 años, Cooke pasó sus noches involucrado en delitos menores, vandalismo e incendios provocados; Más tarde cumpliría dieciocho meses de cárcel por incendiar una iglesia después de que lo rechazaran en una audición para el coro. Durante los últimos años de su adolescencia, Cooke se colaba en las casas y robaba todo lo que encontraba valioso. Estos crímenes escalaron hasta dañar ropa y muebles en actos de venganza. Recortaba relatos periodísticos de sus crímenes para impresionar a sus conocidos en un intento de ganar amigos.
El 12 de marzo de 1949, la policía finalmente alcanzó a Cooke y encontró pruebas en la casa de su abuela, donde vivía. Las huellas dactilares de Cooke coincidieron con las encontradas en otros casos abiertos. El 24 de mayo de 1949, Cooke fue condenado a tres años de prisión tras ser arrestado por incendio provocado y vandalismo; fue declarado culpable de dos cargos de robo, siete de allanamiento de morada y cuatro de incendio provocado. Dejó muchas huellas dactilares y pistas fáciles para los detectives que le enseñarían a ser más cuidadoso en sus futuros crímenes.

## Edad adulta
Cooke fue descrito como "un hombre bajo y delgado, con cabello oscuro y ondulado y boca torcida". A la edad de 21 años, Cooke se unió al ejército regular australiano, pero fue dado de baja tres meses después después de que se descubrió que, antes de alistarse, había tenido antecedentes penales juveniles. Durante su formación, rápidamente fue ascendido a cabo de primera y le enseñaron a manejar armas de fuego.
El 14 de noviembre de 1953, Cooke, que entonces tenía 22 años, se casó con Sarah (Sall) Lavin, una camarera de 19 años, en la Iglesia Metodista de Cannington (demolida en 1995). Finalmente tuvieron una familia numerosa de siete hijos, cuatro niños y tres niñas.
Durante la década de 1950 y principios de la de 1960, la gente en Australia frecuentemente dejaba los autos abiertos y a menudo con las llaves en el encendido. A Cooke le resultaba fácil robar coches por la noche y, a veces, los devolvía sin que los propietarios se dieran cuenta del robo. En septiembre de 1955, después de chocar un automóvil y necesitar hospitalización, Cooke fue sentenciado a dos años de trabajos forzados por el cargo de uso ilegal de un vehículo de motor; finalmente fue liberado de la prisión de Fremantle justo antes de la Navidad de 1956. Después de su liberación, comenzó a usar guantes mientras cometía delitos para evitar dejar sus huellas dactilares, que habían proporcionado evidencia de sus condenas anteriores por allanamiento de morada.

## Ola de asesinatos
La ola de asesinatos de Cooke que duró cuatro años involucró una serie de atropellos, apuñalamientos, estrangulaciones y tiroteos aparentemente no relacionados. A las víctimas les dispararon con diferentes rifles, las apuñalaron con cuchillos y tijeras, las golpearon con coches y las golpearon con un hacha. Varios murieron después de despertarse mientras Cooke estaba robando en sus casas, dos recibieron disparos mientras dormían sin que sus casas fueran perturbadas y uno fue asesinado a tiros después de abrir el timbre. Después de apuñalar a una víctima, Cooke sacó limonada del refrigerador y se sentó en la terraza a beberla. Una víctima fue estrangulada hasta morir con el cable de una lámpara de noche, después de lo cual Cooke violó el cadáver, lo desnudó y lo arrastró hasta el césped de un vecino, luego lo penetró sexualmente con una botella de whisky vacía. Luego dejó la botella acunada en los brazos de la víctima.
Las víctimas del asesinato de Cooke fueron Pnena (Penny) Berkman, Jillian McPherson Brewer, John Lindsay Sturkey, George Ormond Walmsley, Rosemary Anderson, Constance Lucy Madrill y Shirley Martha McLeod. Otra víctima, Brian Vincent Weir, finalmente murió como resultado de una lesión permanente tres años después de haber recibido un disparo de Cooke. Como los crímenes fueron oportunistas y utilizaron diferentes métodos, y las víctimas de Cooke no compartían rasgos comunes obvios, no se entendió que todos estos crímenes estaban siendo perpetrados por un solo asesino. De hecho, dos de los asesinatos (las muertes de Jillian Brewer y Rosemary Anderson) fueron atribuidos a otros hombres, que fueron condenados injustamente por esos crímenes.

## Investigación
La investigación policial incluyó la toma de huellas dactilares de más de 30.000 hombres mayores de 12 años, así como la localización y pruebas de disparo de más de 60.000 rifles .22. Después de que se encontró un rifle escondido en un arbusto de cera de Geraldton en Rookwood Street, Mount Pleasant, en agosto de 1963, las pruebas balísticas demostraron que el arma había sido utilizada en el asesinato de McLeod. La policía regresó al lugar y ató un rifle similar, inutilizable, al arbusto con hilo de pescar y construyó un escondite en el que esperaron en caso de que alguien regresara a buscarlo. Se observó a Cooke merodeando en un automóvil en la zona varias veces y fue detenido cuando intentaba recoger el arma poco después de la medianoche del 1 de septiembre.
Después de las negaciones iniciales sobre el asesinato de McLeod, Cooke se quebró después de que uno de los detectives, Max Baker, le gritó. "Cookie, te van a colgar, ¿sabes? No hay duda al respecto. Tienes esposa e hijos, piensa en ellos, y luego piensa si te arrastrarán a la horca como a un perro mestizo o te van a matar". ve allí como un hombre".
Cooke comenzó a confesar sus numerosos crímenes, incluidos ocho asesinatos y catorce intentos de asesinato. Fue condenado por el cargo de asesinar a Sturkey, una de las cinco víctimas del tiroteo del Día de Australia de Cooke. En sus confesiones, Cooke demostró una memoria excepcionalmente buena para los detalles de sus crímenes, independientemente de cuánto tiempo hacía que los había cometido. Por ejemplo, confesó más de 250 robos y pudo detallar exactamente lo que se llevó, incluido el número y las denominaciones de las monedas que había robado en cada lugar. El libro Presumed Guilty de Bret Christian incluye detalles de la confesión de Cooke, hecha durante dos días en septiembre de 1963 en la prisión de Fremantle, a su abogado de Legal Aid, Desmond Heenan. "Tengo un gran respeto por la ley, aunque mis acciones no lo demuestran", dijo Cooke.

## Condena y ejecución

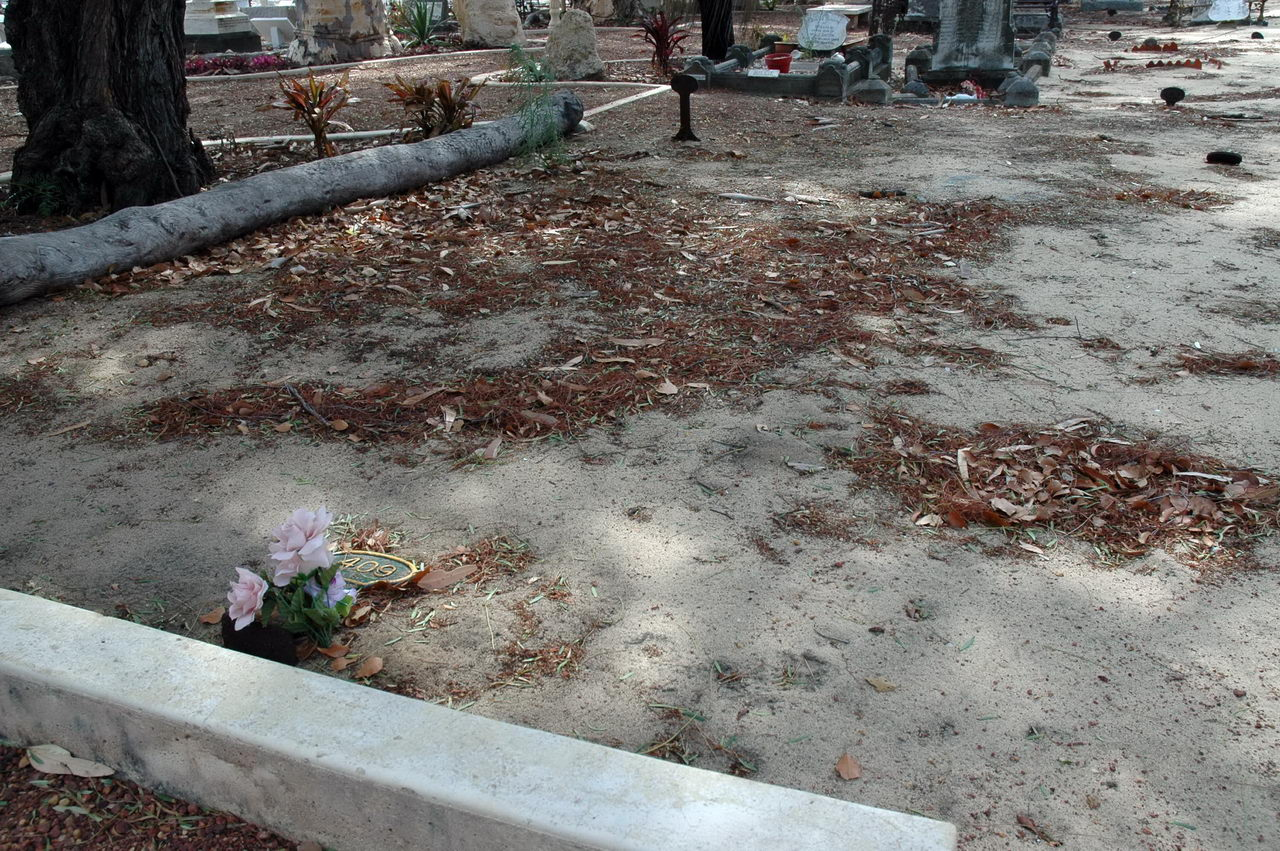
Tumba de Cooke en la parcela 409, cementerio de Fremantle

Cooke se declaró inocente por motivos de locura. En el juicio, los abogados de Cooke afirmaron que tenía esquizofrenia, pero esta afirmación fue desestimada después de que el director de los servicios estatales de salud mental testificara que estaba cuerdo. El estado no permitiría que especialistas psiquiátricos independientes examinaran a Cooke. Cooke fue declarado culpable de asesinato intencional después de un juicio de tres días con jurado en la Corte Suprema de Australia Occidental ante el juez Virtue. Fue condenado a muerte en la horca y, a pesar de tener motivos para apelar, ordenó a sus abogados que no presentaran la solicitud, alegando que merecía pagar por lo que había hecho.
Después de 13 meses en New Division, Cooke fue ahorcado a las 8 de la mañana del 26 de octubre de 1964 en la prisión de Fremantle. Diez minutos antes de que se ejecutara la sentencia, Cooke juró sobre la Biblia que había matado a Brewer y Anderson, afirmaciones que habían sido previamente rechazadas porque otras personas ya habían sido condenadas por esos asesinatos. Cooke fue la última persona ahorcada en el estado de Australia Occidental. Fue enterrado en el cementerio de Fremantle, sobre los restos de la asesina de niños Martha Rendell, quien en 1909 fue la última mujer ahorcada en la prisión de Fremantle.

## Condenas injustas
Dos de los asesinatos de Cooke resultaron en que otros hombres fueran condenados falsamente por ellos:

### Caso Beamish
Darryl Beamish, sordomudo, fue declarado culpable en diciembre de 1961 del asesinato de Jillian Macpherson Brewer, una heredera de Melbourne que fue golpeada con un hacha y apuñalada con tijeras, en 1959. Beamish fue inicialmente condenado a muerte, pero la sentencia fue conmutada por prisión. , y una investigación posterior, apoyada por el propietario de Post Newspapers, Bret Christian, llevó a que se anulara su condena. La apelación inicial de Beamish fue desestimada porque el tribunal no creyó en la evidencia de Cooke. La fiscalía afirmó que las confesiones de Cooke eran un intento de prolongar su propio juicio, y el entonces presidente del Tribunal Supremo de Australia Occidental, Sir Albert Wolff, llamó a Cooke un "vil mentiroso sin escrúpulos". El caso policial contra Beamish se detalla en el libro de Christian Presumed Guilty.

### Estuche con botones
John Button fue condenado injustamente por la muerte de su novia, Rosemary Anderson, quien murió en el Royal Perth Hospital (RPH) a las 2:30 am de la madrugada del 10 de febrero de 1963. Anderson había pasado el día anterior con Button celebrando su decimonoveno cumpleaños; Esa noche tuvieron una pequeña discusión en su casa que culminó cuando ella decidió abandonar la casa de los Button y caminar a casa. Button la siguió en su automóvil en diferentes etapas, intentando que aceptara que la llevaran a casa. En un momento, Button aparcó su coche para fumar un cigarrillo; al reanudar la conducción giró hacia Stubbs Terrace, en Shenton Park, y la encontró tirada en el suelo junto a la carretera. John Button llevó a su novia herida a un médico local y posteriormente fue trasladada en ambulancia a RPH. La policía se involucró y entrevistó a Button quien, después de un intenso interrogatorio y al recibir la notificación de la muerte de Anderson, se derrumbó y confesó ser responsable de su muerte atropellada y fugada. Después de la condena por homicidio involuntario, los tribunales desestimaron la apelación inicial de Button, a pesar de que Cooke ya había confesado el crimen y proporcionado detalles que sólo el culpable podía conocer; en particular, los jueces no creyeron la afirmación de Cooke de que el cuerpo de Anderson fue arrojado "sobre el techo" de un sedán Holden EK sin dañar el parasol externo del parabrisas, como había afirmado Cooke.
Durante las décadas siguientes, Button y sus partidarios (incluidos Christian y Blackburn) continuaron presionando para que se celebrara un nuevo juicio, una campaña que incluía una muy publicitada recreación simulada de la muerte de Anderson en 1998, realizada por expertos en pruebas de choque, en la que se creía que ambos Holden coincidían con uno. que fueron utilizados por Cooke esa noche, y tres sedanes Simca Aronde, como el coche de Button, que fueron conducidos hacia un muñeco de pruebas de choque. El muñeco fue arrojado sobre el techo del Holden, como había afirmado Cooke, y los daños sufridos coincidían con los registros de una empresa de chapeado de paneles que, en 1963, había reparado el vehículo conducido por Cooke. Los expertos comprobaron que el parasol se flexionaba al ser golpeado por un cuerpo y volvía a su forma original, sin agrietar la pintura. Un experto de Estados Unidos fue llevado a Australia para demostrar que el auto de Cooke, no el de Button, golpeó a Anderson.

### Absoluciones
A pesar de la confesión de Cooke en 1963, Beamish cumplió 15 años, mientras que Button fue sentenciado a 10 años y terminó cumpliendo cinco. En 2002, el Tribunal de Apelación en lo Penal anuló la condena de Button. El éxito de Button abrió el camino para una apelación de Beamish, quien fue absuelto en 2005. En ambos casos, los jueces de apelación determinaron que los asesinatos probablemente habían sido cometidos por Cooke. El 2 de junio de 2011, el gobierno de Australia Occidental concedió a Beamish un pago graciable de 425.000 dólares australianos.

## Medios de comunicación
Estelle Blackburn pasó seis años escribiendo la historia biográfica Broken Lives, sobre la vida y la carrera criminal de Cooke, centrándose particularmente en la devastación que dejaron sus víctimas y sus familias. Nueva información sobre Cooke y nuevas pruebas publicadas en el libro condujeron a las exoneraciones de Button y Beamish. Otro libro fue Presumed Guilty de Bret Christian.
En la última novela de Randolph Stow, The Suburbs of Hell (1984), reconoció que hubo una respuesta tardía al horror de los asesinatos de Cooke, que transpuso con fines ficticios desde sus orígenes en WA a una ciudad que se parecía a la ciudad inglesa que entonces habitado, Harwich. La biografía de Stow escrita por Suzanne Falkiner reveló que despertó su sentido del humor el hecho de que los habitantes de Perth en el momento de los asesinatos tocaran puertas y dijeran: "Es el monstruo de Nedlands".
Una memoria de 2000 escrita por Robert Drewe, The Shark Net, que más tarde se convirtió en una serie de televisión de tres partes, proporcionó las impresiones de un autor sobre el efecto que los asesinatos tuvieron en el Perth de esa época. Según Drewe, cada vez más personas compraron perros por seguridad y cerraron puertas traseras y garajes que nunca antes habían estado asegurados.
Cooke, como "El monstruo de Nedlands", aparece en la novela Cloudstreet de Tim Winton de 1991 y en la posterior adaptación televisiva de 2011. También se hace referencia a Cooke en la novela Jasper Jones de Craig Silvey de 2009.
En marzo de 2009, la segunda temporada de Crime Investigation Australia presentó un episodio sobre Eric Edgar Cooke. En septiembre de 2016, Felon True Crime Podcast también revisó en detalle la ola de crímenes de Cooke.
En noviembre de 2020, Stan lanzó una serie documental original de cuatro partes After the Night , que cubre la historia de los asesinatos de Cooke.

## Media
Estelle Blackburn durante seis años escribió la historia biográfica Broken Lives, sobre la vida y la carrera criminal de Cooke, centrándose en particular en la devastación que dejó en sus víctimas y sus familias.  Información y pruebas nuevas publicadas en el libro llevaron a las exoneraciones de Button y Beamish. Otro libro fue "Presunto culpable: cuando los policías se equivocan y los tribunales cierran el trato", de Bret Christian.
En la última novela de Randolph Stow, The Suburbs of Hell (1984), reconoció que hubo una respuesta tardía al horror de los asesinatos de Cooke, que en vez de ubicarlo en Australia Occidental, lo trasladó, con fines ficcionales, a  una ciudad parecida a la ciudad inglesa que entonces habitaba, Harwich . La biografía de Stow escrita por Suzanne Falkiner reveló que le daba gracia que los habitantes de Perth en el momento de los asesinatos llamaran a las puertas y dijeran: "Es el monstruo de Nedlands".
Una autobiografía de Robert Drewe del año 2000, The Shark Net  (que luego se convirtió en una serie de televisión de tres capítulos), proporcionó las impresiones de un autor acerca del efecto que los asesinatos tuvieron en el Perth de esa época. Según Drewe, hubo más gente que compraba perros por seguridad y cerraba las puertas traseras y garajes, que nunca antes habían sido asegurados.
Cooke aparece en la novela Cloudstreet de Tim Winton de 1991 y en la posterior adaptación televisiva de 2011 como "El monstruo de Nedlands". También es mencionado en la novela Jasper Jones de Craig Silvey de 2009.
En marzo de 2009, la segunda temporada de Crime Investigation Australia incluyó un episodio sobre Eric Edgar Cooke.  En septiembre de 2016, Felon True Crime Podcast también analizó en detalle la ola de crímenes de Cooke. 
En noviembre de 2020, Stan lanzó una docuserie original de cuatro partes, After the Night, que cubre la historia de los asesinatos de Cooke. 
En febrero de 2025, el podcast australiano sobre crímenes reales Casefile trató los asesinatos en un episodio de dos partes titulado 'The Night Caller'.
Estelle Blackburn escribió durante seis años la historia biográfica Broken Lives, sobre la vida y la carrera criminal de Cooke, y se centró en particular en la devastación que dejó en sus víctimas y familias.  La nueva información sobre Cooke y las pruebas publicadas en el libro llevaron a las exoneraciones de Button y Beamish. Otro libro que habla del tema es "Presunto culpable: cuando los policías se equivocan y los tribunales cierran el trato", de Bret Christian.
En la última novela de Randolph Stow, The Suburbs of Hell (1984), reconoció que se tardó en reconocer el horror de los asesinatos de Cooke, y transpuso, con fines ficticios, lo que originalmente sucedió en Australia Occidental a una ciudad parecida a la ciudad inglesa que entonces habitaba, Harwich. La biografía de Stow, escrita por Suzanne Falkiner reveló que le daba gracia que los habitantes de Perth en el momento de los asesinatos llamaran a las puertas y dijeran: "Es el monstruo de Nedlands".
Una autobiografía de Robert Drewe del año 2000, The Shark Net  (que luego se convirtió en una serie de televisión de tres partes), proporcionó las impresiones de un autor acerca del efecto que los asesinatos tuvieron en el Perth de esa época. Según Drewe, más gente compró perros por seguridad y cerró puertas traseras y garajes que nunca antes habían sido asegurados.
Cooke, como "El monstruo de Nedlands", aparece en la novela Cloudstreet de Tim Winton de 1991 y en la posterior adaptación televisiva de 2011 . Cooke también es mencionado en la novela Jasper Jones de Craig Silvey de 2009.
En marzo de 2009, la segunda temporada de Crime Investigation Australia incluyó un episodio sobre Eric Edgar Cooke.  En septiembre de 2016, Felon True Crime Podcast también analizó en detalle la ola de crímenes de Cooke. 
En noviembre de 2020, Stan lanzó una docuserie original de cuatro partes, After the Night, que cubre la historia de los asesinatos de Cooke. 
En febrero de 2025, el podcast australiano sobre crímenes reales Casefile cubrió los asesinatos en un episodio de dos partes titulado 'The Night Caller'.